# Forschungsamt
Das Forschungsamt (FA) des Reichsluftfahrtministeriums war ein Nachrichtendienst im  Dritten Reich, der nur dem Namen nach dem Reichsluftfahrtministerium unterstand.
Es wurde am 10. April 1933 von Hermann Göring gegründet und verfolgte das Ziel der verdeckten Informationsbeschaffung durch technische Aufklärung, Telefonüberwachung, Kontrolle des Funk-, Rundfunk- und Nachrichtenverkehrs, Überwachung des Telegramm-, Fernschreib- und Briefverkehrs sowie Dechiffrierung verschlüsselter Meldungen. Die Dienstaufsicht oblag dem Preußischen Staatsministerium unter Staatssekretär Paul Körner. Finanziert wurde es anfangs aus Mitteln des Preußischen Staatsministeriums.

## Entstehung
Das Amt entstand im Zusammenhang der Verordnung des Reichspräsidenten zum Schutz von Volk und Staat.
Mit der „Machtergreifung“ kam es am 28. Februar 1933 zur Aufhebung des Post-, Telegraphen- und Fernsprechgeheimnisses.
Die Verordnung des Reichspräsidenten zum Schutz von Volk und Staat: Die Artikel 114, 115, 117, 118, 123, 124 und 153 der Verfassung des Deutschen Reichs werden bis auf weiteres außer Kraft gesetzt. Der Artikel 117 behandelte u. a. das Briefgeheimnis. Er lautete:

„Das Briefgeheimnis sowie das Post-, Telegraphen- und Fernsprechgeheimnis sind unverletzlich. Ausnahmen können nur durch Reichsgesetz zugelassen werden.“

Durch § 1 der Verordnung des Reichspräsidenten zum Schutz von Volk und Staat vom 28. Februar 1933 (RGBl. I. S. 83) in Verbindung mit Artikel 48 Abs. 2 Satz 2 wurde der Artikel 117 „bis auf weiteres“ außer Kraft gesetzt.

## Aufgaben
Die Aufgaben gehen zum Teil aus den Vernehmungen während des Nürnberger Prozesses zur Blomberg-Fritsch-Krise hervor:

„Ich bitte das Hohe Gericht, auch meine Schwierigkeit in Rücksicht stellen zu wollen; auch ich spreche nicht gerne über diese Dinge. Ich muß hinzufügen, daß Göring der einzige Chef des Forschungsamts war. Das ist jene Institution, die alle Telephonüberwachungen im Dritten Reiche übernahm. Dieses Forschungsamt begnügte sich nicht, wie es hier geschildert worden ist, nur mit telephonischem Abhören und Decodieren, es hatte auch seinen eigenen Nachrichtendienst bis herunter zu eigenen Beamten, die Erkundigungen einziehen konnten, so daß es durchaus möglich war, auch über den Marschall von Blomberg vertrauliche Erkundigungen einzuziehen. Als Helldorff Göring die Akte übergeben hatte, sah Göring sich gezwungen, diese Akte Hitler zu geben. Hitler erlitt einen Nervenzusammenbruch und entschloß sich, den Marschall Blomberg sofort zu entlassen. Wie Hitler es später auch den Generalen in öffentlicher Sitzung gesagt hat, war sein erster Gedanke, zum Nachfolger Blombergs den Generaloberst von Fritsch zu ernennen. In dem Augenblick, als er diesen Entschluß aussprach, erinnerten ihn Göring und Himmler, daß dieses nicht möglich sei, da Fritsch durch eine Akte aus dem Jahre 1935 aufs schwerste kriminell belastet sei.“

Eine entsprechende Bezeichnung für das Forschungsamt der Luftwaffe suggerierend, fragte Otto Stahmer, der Verteidiger von Göring im Nürnberger Prozess: Hing damit im Zusammenhang das Forschungsamt der Luftwaffe?

„Nein, das Forschungsamt der Luftwaffe war etwas absolut anderes, hatte mit Forschung einerseits und mit der Luftwaffe andererseits nicht das geringste zu tun. Der Ausdruck war eine Art Camouflage, denn, als wir an die Macht kamen, war ein ziemliches Durcheinander in dem technischen Teil der Überwachung wichtiger Nachrichten. Ich habe deshalb zunächst das Forschungsamt gegründet, das heißt eine Stelle, wo alle technischen Einrichtungen zur Überwachung des Funkbetriebes, der Telegraphie, der Telephonie und aller sonstigen technischen Einrichtungen möglich war. Da ich damals nur Reichsluftfahrtminister war, konnte ich diese Apparatur nur bei mir unterbringen und wählte diesen Camouflage-Ausdruck. Der Apparat diente dazu, vor allen Dingen die auswärtigen Missionen, die wichtigen Persönlichkeiten, die mit dem Ausland telephonierten, telegraphierten und funkten, wie das überall und in allen Staaten üblich ist, zu überwachen, zu dechiffrieren und den einzelnen Ressorts dann die Auswertung zuzustellen. Das Amt hatte keinen Agentendienst, keinen Nachrichtendienst, sondern war eine rein technische Stelle, erfaßte Funkspruch, erfaßte Telephongespräche, wo es befohlen war zu überwachen, erfaßte die Telegramme und gab die Auswertung an die interessierten Stellen.
In diesem Zusammenhang kann ich betonen, daß ich auch viel über die Meldungen des Herrn Messersmith, die hier eine Rolle spielten, gelesen habe. Er war zeitweise der Hauptlieferant für derartige Meldungen.“

## Gliederung
Gegliedert war das Amt in die Abteilungen:
- Abt. I: Verwaltung
- Abt. II: Personal
- Abt. III: Erfassungsansatz
- Abt. IV: Entzifferung, Leitung: Georg Schröder
  - Als kryptanalytische Hilfsmittel wurden Tabelliermaschinen eingesetzt. Diese standen im Gebäude der ehemaligen Zentrale der im Juli 1931 in Konkurs gegangenen Danatbank in der Behrenstraße zwischen Wilhelmstraße und Friedrichstraße.
- Abt. V: Auswertung, Leitung: Walther Seifert
- Abt. VI: Technisches Amt
- Abt. XII: wissenschaftliche Auswertung

## Überwachungen
Abhörprotokolle wurden auf braunem Papier geschrieben und deswegen „Braune Blätter“ oder umgangssprachlich auch „Braune Vögel“ genannt.
Besetzung Norwegens
Die Entscheidung zur Besetzung Norwegens vom 2. April 1940 basiert auf einer vom Forschungsamt dechiffrierten Nachricht eines finnischen Diplomaten, die von Paris nach Helsinki gefunkt wurde. Die Nachricht der finnischen Botschaft behauptete, dass Winston Churchill der scheidenden französischen Regierung bei einem Treffen mitgeteilt hätte, dass britische Expeditionstruppen auf dem Weg nach Norwegen seien.
Abwehroffizier beim Papst
Während des Zweiten Weltkrieges leitete die Gruppe „Luft“ der Abwehr-Abteilung 1, der Abwehrstelle (AST) des Wehrkreises VII in München der spätere CSU-Vorsitzende Josef Müller. Einer seiner Mitarbeiter war Wilhelm Schmidhuber. Schmidhuber hatte im Mai 1940 dem Papst-Vertrauten Robert Leiber jenen Zettel hineingereicht, auf dem das Datum des Beginns der deutschen Westoffensive (10. Mai 1940) stand. Der belgische Gesandte bei Pius XII. Adriano Nieuwenhuys telegrafierte das an seine Regierung, weshalb Göring wusste, dass ein deutscher Verräter am 29. April 1940 aus Berlin kam. Am 8. März 1940 warnte Leopold II. Maurice Gamelin, dass die Wehrmacht den Hauptschlag durch die Ardennen führen und so die alliierten Truppen einschließen würde.
Telefonüberwachung und Funküberwachung
Die Überwachung wurde durch das Postministerium geschaltet. In Berlin konnten 500 Telefonanschlüsse abgehört werden.
Regionale A: Stellen: Köln, Nürnberg, Hamburg, 1935 München. Die B-Stellen waren im Eigentum der Reichspost. Eutin beendete im Juli 1945 die Funküberwachung, Prien am Chiemsee wurde weiter betrieben.

## Gebäude
Der erste Sitz des Forschungsamtes befand sich im April 1933 für seine anfangs 10 Mitarbeiter im Dachgeschoss eines Gebäudes Behrenstraße 68–70 in Berlin. Hauptnutzer des Gebäudes war das Reichsluftfahrtministeriums, das später in das heutige Detlev-Rohwedder-Haus zog, welches seit 1999 vom Bundesministerium der Finanzen genutzt wird. Wenige Monate später zog das Forschungsamt aus Platzgründen in ein Gebäude auf der gegenüberliegenden Straßenseite, Behrenstraße 5. 1935 erfolgte der Umzug nach Berlin-Charlottenburg in die Schillerstraße 116–124.

## Personalentwicklung
- April 1933: 10 Mitarbeiter
- Ende 1933: 133 Mitarbeiter
- 1938: 3500 Mitarbeiter[10]
- 1944: 6000 Mitarbeiter

## Leiter
- Hans Schimpf 1933–1935
- Prinz Christoph Ernst August von Hessen-Kassel 1935–1943
- Gottfried Schapper 1943–1945